# پیروزی (فیلم ۲۰۱۳)
«پیروزی» (کنادا: ವಿಕ್ಟರಿ) فیلمی در ژانر کمدی است که در سال ۲۰۱۳ منتشر شد.